# Урош Милосавлевич
Урош Милосавлевич (серб. Урош Милосављевић/Uroš Milosavljević; нар. 13 липня 1982, Панчево) — сербський футболіст, що грав на позиції півзахисника. Відомий за виступами у низці сербських та зарубіжних клубів. В Україні відомий виступами за клуби «Металург» (Запоріжжя) та «Волинь».

## Клубна кар'єра
Народився Урош Милосавлевич 13 липня 1973 року в місті Панчево, СФРЮ. Розпочав займатися футболом у футбольній школі місцевого футбольного клубу «Динамо». Дебютував у основній команді рідного клубу, який виступав на той час у другому дивізіоні чемпіонату Союзної Республіки Югославія, в сезоні 2000–2001 років. Успішна гра молодого футболіста привернула увагу сильніших клубів, і вже після початку наступного сезону Урош Милосавлевич отримує запрошення від вищолігового клубу ОФК, де грає до закінчення сезону 2001–2002.
У середині 2002 року Урош Милосавлевич отримує запрошення від українського вищолігового клубу «Металург» із Запоріжжя. У вищій українській лізі Милосавлевич дебютував 12 липня 2002 року у матчі проти львівських «Карпат», замінивши на початку другого тайму Сергія Ключика. У тому сезоні Урош Милосавлевич зіграв 4 матчі за клуб у попередніх раундах розіграшу Кубка УЄФА проти мальтійської «Біркіркари» та англійського клубу «Лідс Юнайтед». Але вже у середині наступного сезону «Металург» віддає гравця у оренду в інший вищоліговий клуб — луцьку «Волинь», у якій серб грає до кінця сезону. Одночасно футболіст залучався до ігор за фарм-клуб лучан — млинівську «Ікву». У наступному сезоні серб повернувся у Запоріжжя, а вже із середини 2005 року футболіст виступає на батьківщині за «Воєво́дину».
На батьківщині Урош Милосавлевич виступав недовго, зігравши до кінця 2005 року лише 2 матчі у вищому дивізіоні Сербії та Чорногорії, а з початку 2006 року вирушив до сусідньої Румунії, де розпочав виступи за команду із другого дивізіону ЧФР із Тимішоари. Провівши у цьому клубі півроку, серб переходить у клуб найвищого румунського дивізіону УТА з міста Арад. Але й у цьому клубі сербський півзахисник не затримався надовго, і вже за півроку дебютує у далекому від рідного дому Сибіру — за клуб другого російського дивізіону «Зірка» з Іркутська. За півроку Урош Милосавлевич зіграв за сибірський клуб 11 матчів та відзначився 2 забитими м'ячами, і покинув клуб. Футболіст повернувся у Румунію, де приєднався до клубу з вищого дивізіону «Глорії» з Бузеу, але за півроку не зіграв за команду жодної зустрічі, та перейшов до клубу ЧФР, у якому виступав раніше. За цей клуб із другого дивізіону за сезон футболіст провів 13 матчів, і повернувся на батьківщину, до клубу з найвищого дивізіону — «Хайдука» з Кули. Але у цьому клубі гравець провів лише 1 матч, і в січні 2010 року покинув команду.
Далі шлях футболіста проліг до Казахстану, де з початком чемпіонату 2010 року Урош Милосавлевич підписав контракт із клубом найвищого дивізіону «Тараз» із однойменного міста. У цій команді сербський півзахисник провів повний сезон, зігравши у 30 матчах чемпіонату Казахстану, та відзначившись у них 2 рази. Але з початку 2011 року футболіст вирушає до сусіднього Узбекистану, де підписує контракт із клубом «Шуртан» із міста Гузар. Але вже за півроку серб отримує пропозицію приєднатись до найсильнішої на той час команди країни — ташкентського «Буньодкора». У цьому клубі футболіст провів півроку, але встиг додати до свого доробку звання чемпіона Узбекистану. Урош Милосавлевич міг стати і володарем Кубка Узбекистану, оскільки грав у другому півфінальному матчі кубку, і навіть реалізував післяматчевий пенальті, але ташкентський клуб у підсумку поступився каршинському «Насафу», який на той час тренував Анато́лій Дем'я́ненко. У кінці року Урош Милосавлевич покинув узбецький клуб, і тривалий час був вільним агентом. У середині 2012 року футболіст повернувся на батьківщину, де уклав угоду з клубом «Доньї Срем». Але за цю команду Урош Милосавлевич провів лише 5 матчів, і вирішив завершити кар'єру гравця.

## Титули і досягнення
- Чемпіон Узбекистану (1):

«Буньодкор»: 2011.